# Campanula pubicalyx
Campanula pubicalyx là loài thực vật có hoa trong họ Hoa chuông. Loài này được (P.H.Davis) Damboldt mô tả khoa học đầu tiên năm 1976.